# آلبر تیبوده
آلبر تیبوده (به فرانسوی: Albert Thibaudet) منتقد ادبی قرن نوزدهم میلادی اهل فرانسه بود.